# Rejon wierch-iseckij (Jekaterynburg)

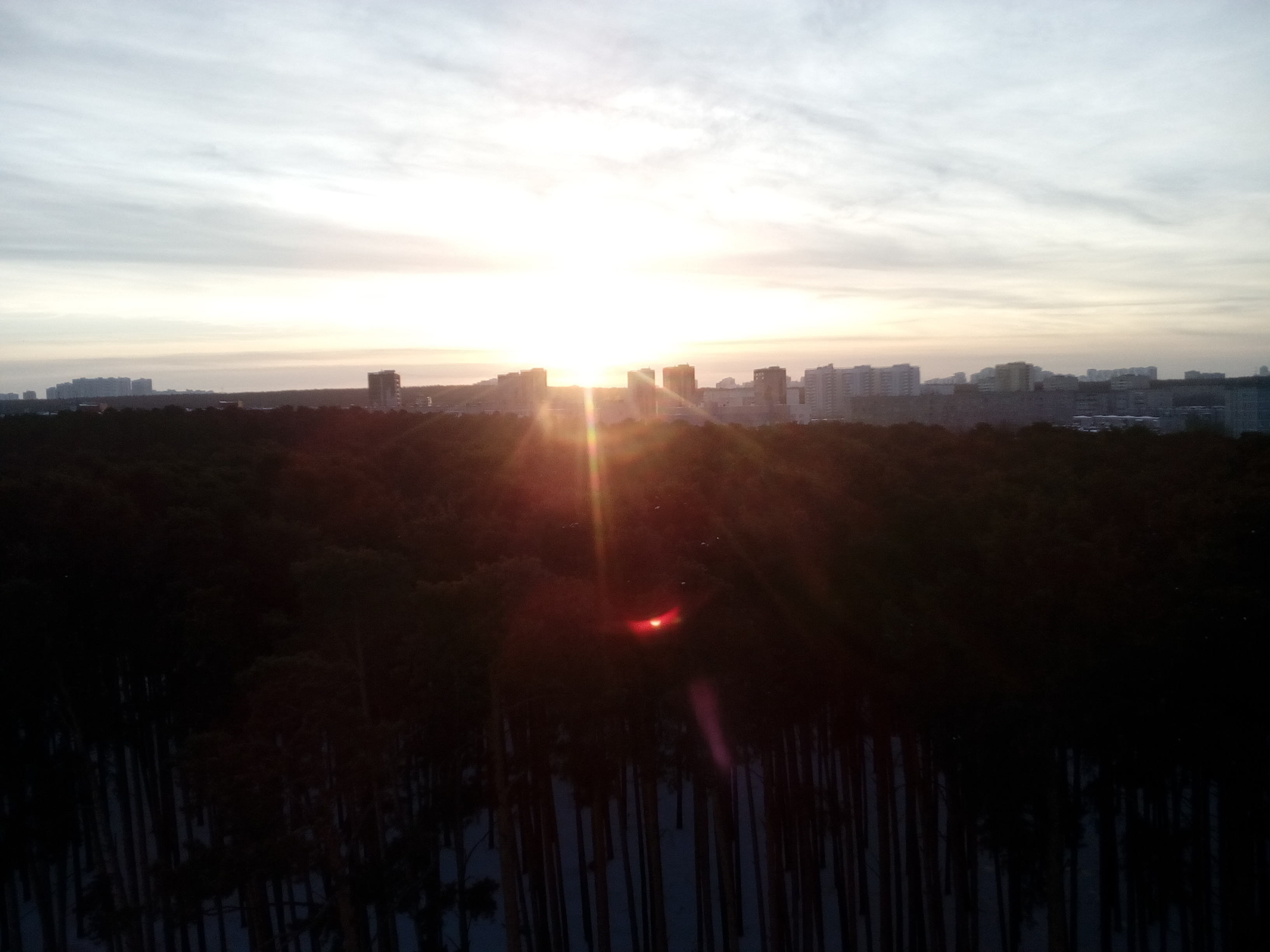
ул.Волгоградская

Rejon wierch-iseckij w Jekaterynburgu (ros. Верх-Исетский район) – jeden z rejonów rosyjskiego miasta Jekaterynburg. 

## Historia
Rejon wierch-iseckij według danych z początku 2012 roku był zamieszkany przez 211 557. Jego historia rozpoczyna się jeszcze w XVII wieku i jest nierozerwalnie związana z historią całego Jekaterynburga. Na tym terenie wskutek reform i przedsięwzięć imperatora Piotra I Wielkiego, w 1723 roku zlokalizowano zakład przemysłowy zajmujący się obróbką stali i wytwarzaniem narzędzi i elementów stalowych. W 1725 i 1726 roku w odległości około 2 kilometrów od centrum ówczesnego Jekaterynburga na rzece Iset zbudowano zaporę, która utworzyła zbiornik górnoisecki (wierch-iseckij), który miał być wykorzystywany w procesie obróbki i schładzania stali. Sam zakład nosił przez jakiś czas imię księżniczki Anny Piotrownej, ale po jej śmierci w 1728 roku, w nazwie fabryki przywrócono człon wierch-iseckij. W 1758 roku na tym obszarze zlokalizowano jeden z instytutów górniczych, a w 1812 roku fabrykę sprzętu artyleryjskiego. W drugiej połowie XIX wieku uruchomiono fabrykę urządzeń metalurgicznych, szczególną jej specjalizacją było wytwarzanie sprzętu z elementami złota. W 1867 roku otwarto zakład wytwarzający sklejkę, a jej wyroby eksportowano m.in. do Stanów Zjednoczonych. Na terenie tego obszaru wytwarzano i remontowano elementy związane z tradycyjnym transportem, m.in. potrzebne do powozów, podkuwania koni czy inne materiały wyrabiane przez kowali. Wytwarzano tu także produkty z drewna, meble, ale także buty i biżuterię. W 1912 roku znajdowało się tu 246 małych zakładów wytwórczych, które dawały pracę 456 osobom, przy czym tylko trzy z nich zatrudniały więcej niż 5 osób.
Zdecydowane zmiany w dzielnicy nastąpiły wraz z przewrotem bolszewickim i zakończeniem wojny domowej. W 1919 roku Jekaterynburg został pierwszy raz podzielony na rejony, którym nie przyznano nazw, lecz numery, a obszar dzisiejszego wierch-iseckiego rejonu znalazł się w granicach rejonu piątego. W kolejnych latach doszło jeszcze do kilku przekształceń na administracyjnej mapie miasta, co sprawiło, że obszar ten utracił własną podmiotowość i do 1936 roku przynależał on do Rejonu leninowskiego. Od 1936 do 1938 roku znajdował się on w granicach rejonu kaganowiczowskiego. Jako oddzielna jednostka został ponownie wydzielony w 1938 roku, gdy nazwano go rejonem jeżowskim, na cześć szefa NKWD, Nikołaja Jeżowa. Wraz z upadkiem Jeżowa ulec musiała też zmiana nazwy dzielnicy. Stało się to 23 kwietnia 1939 roku, gdy by uczcić Wiaczesława Mołotowa stał się on rejonem mołotowskim. Kolejna zmiana nazwy nastąpiła po dojściu do władzy Nikity Chruszczowa, gdy na fali destalinizacji, 12 września 1957 roku, rejon otrzymał obecną nazwę. Dzielnica w czasach sowieckich rozwijała się w sposób dynamiczny, lokalizowano tu nowe zakłady, szczególnie proces ten nasilił się po niemieckim ataku na Związek Radziecki w 1941 roku, gdy ewakuowano tu z zachodu kilka zakładów przemysłowych. W czasie wojny produkowano tu głównie przewody, kable, gumowe buty, a także wspierano sowiecki wysiłek wojenny przez m.in. służbę w szpitalach i opiekę nad rannymi. Po wojnie nastąpiło przestawienie gospodarki z wojennej na pokojową i zakłady przemysłowe zlokalizowane w dzielnicy zaczęły wytwarzać dobra konsumpcyjne. W 1957 roku powstaje jeden z symboli rejonu, Pałac Kultury. Jego budowa trwała od 1952 do 1957 roku. W czasach sowieckich inwestowano w rozwój sieci szkolnej, placówek przedszkolnych, szpitali, domów opieki, a także w infrastrukturę sportową. Załamanie przyszło w latach osiemdziesiątych, a także po rozpadzie Związku Radzieckiego, gdy spadły inwestycje i jak cała Federacja Rosyjska rejon przeżywał problemy ekonomiczne. Na ścieżkę rozwoju powrócił po 2000 roku.

## Charakterystyka
Rejon wierch-iseckij zajmuje powierzchnię 240 kilometrów kwadratowych i jest nie tylko jedną z największych jednostek administracyjnych Jekaterynburga, ale uchodzi także za najstarszą. Położony jest w północno-zachodniej części miasta. W 1989 roku, jeszcze przed rozpadem Związku Radzieckiego zamieszkiwany był przez 199 195 osób. Po 1991 roku na fali kryzysów jakie wstrząsały Rosją nastąpił odpływ ludności, rejon w porównaniu z wynikami sprzed przeszło dwudziestu lat stracił prawie dwadzieścia tysięcy mieszkańców i liczył 180 852 dusz. W 2010 liczby te wynosiły 205 312 i 205 899 ludzi, a statystyki z 2012 roku wskazywały na liczbę 211 557 mieszkańców zarejestrowanych w rejonie. W XXI wieku rejon jest dzielnicą biznesową, to tutaj rozwija się wysokie budownictwo, a w ramach tworzenia swoistego uralskiego centrum finansowego, powstaje tzw. Yekaterinburg-City. W 2010 roku zanotowano tu 2718 urodzin, 2338 zgonów, 1762 małżeństwa i 813 rozwodów. Przeciętna pensja pod koniec 2010 roku wynosiła 27 529 rubli miesięcznie. Na początku 2010 roku bezrobocie na terenie dzielnicy wyniosło 1,58%, jeszcze pod koniec tego samego roku spadło do 0,85%, a w pierwszym kwartale 2011 roku osiągnęło pułap 0,71%. Według statystyk z 2010 roku na terenie dzielnicy funkcjonuje prawie 22 tysiące małych i średnich przedsiębiorstw. 30 tysięcy osób z całej populacji dzielnicy stanowią osoby między 14 a 30 rokiem życia. Swe siedziby ma tu 39 oddziałów opieki przedszkolnej, 28 szkół publicznych, a także 143 obiekty sportowe różnego typu. Sprawami lokalnej społeczności zajmuje się samorządowa administracja rejonu.

## Transport
Dzielnica znajduje się w strukturze jekaterynburskiej sieci tramwajowej, autobusowej i trolejbusowej. Na obszarze rejonu wierch-iseckiego nie została zlokalizowana żadna stacja miejskiego systemu metra.